# Urodexia
Urodexia – rodzaj muchówek z rodziny rączycowatych (Tachinidae).

## Wybrane gatunki
- U. penicillum Osten Sacken, 1882[1]
- U. uramyoides (Townsend, 1927)